# Volodymyr Vjatrovyč
Volodymyr Mykhalovyč Vjatrovyč, (ukrajinsky Володи́мир Михайлович В'ятро́вич; * 7. června 1977, Lvov) je ukrajinský historik studující dějiny Ukrajiny ve 20. století se zaměřením na boj za státní nezávislost a ukrajinská liberalizační hnutí, občanský aktivista a politik. Jeho manželka Yaryna Yasynevych je předsedkyní správní rady neziskové organizace All-Ukrainian Forum for Democracy (DEMFORUM).

## Život

### Vědecká kariéra
Volodymyr Vjatrovyč v letech 1994-1999 vystudoval historii na Lvovské národní univerzitě Ivana Franka, kde se specializoval na ukrajinské dějiny. V roce 2001 vydal publikaci: "Výpady UPA za hranice Ukrajiny jako součást vytváření protitotalitní národně-demokratické revoluce mezi národy východní a střední Evropy", kterou roku 2004 obhájil jako disertační práci. Píše články pro noviny Ukrajinska pravda a přispívá do zpravodajské televize 1+1, kterou vlastní 1+1 Media Group.
Od listopadu 2002 do března 2008 byl Vjatrovyč ředitelem Centra pro studium osvobozeneckého hnutí se sídlem ve Lvově a členem správní rady Národního muzea-památníku obětí okupačních režimů "Věznice v Loncké ulici". V letech 2005 a 2006 přednášel na Ukrajinské katolické univerzitě. V té době sestavil první kurz v ukrajinském vysokém školství na téma "Ukrajinské osvobozenecké hnutí od 20. do 50. let 20. století" pro studenty historických fakult Katolické univerzity a Univerzity Ivana Franka ve Lvově.
Od srpna 2005 do prosince 2007 byl Vjatrovič vědeckým pracovníkem Ústavu ukrajinistiky I. Kripjakeviče při Národní akademii věd v Kyjevě. Od května 2007 do ledna 2008 byl zástupcem Ukrajinského institutu národní paměti pro Lvovskou oblast. V roce 2008 působil jako výzkumný konzultant mezinárodního projektu "Ukrajina vzpomíná, svět uznává", jehož cílem bylo popularizovat téma hladomoru na Ukrajině v letech 1932-3, a prostřednictvím mezinárodního lobbingu dosáhnout světového uznání, že šlo o akt genocidy. Stál u zrodu myšlenky postavit Stalina a další tehdejší sovětské vůdce před soud za genocidu za jejich podíl na Holodomoru. Odvolací soud v Kyjevě je v lednu 2010 shledal vinnými.
Od ledna do října 2008 byl Viatrovyč vedoucím archivního oddělení ukrajinského Institutu národní paměti a v letech 2008-2010 byl ředitelem Archivu Služby bezpečnosti Ukrajiny a poradcem pro výzkum šéfa Služby bezpečnosti Ukrajiny Valentýna Nalyvaičenka. Vjatrovič je správcem Národního muzea - památníku obětem okupačních režimů (nacistického a sovětského) ve Lvově, které bylo zřízeno a zpřístupněno veřejnosti v roce 2009. Od března 2008 je předsedou vědecké rady Centra pro studium osvobozeneckého hnutí ve Lvově.
V letech 2010-2011 byl vedoucím hostujícím vědeckým pracovníkem Ukrajinského výzkumného institutu na Harvardově univerzitě, kde pracoval zejména s archivními dokumenty Mykoly Lebedy. Podnikl přednáškové turné po USA a Kanadě, kde představil nové archivní materiály o Ukrajinském osvobozeneckém hnutí. Následně se stal ředitelem Centra pro dějiny budování státu na Ukrajině na Národní univerzitě v Kyjevě-Mohylově akademii. 25. března 2014 byl Vjatrovyč jmenován první Jaceňukovou vládou ředitelem Ukrajinského institutu národní paměti. Odvolán byl v září 2019 vládou Oleksije Hončaruka, když byl kritizován za uspořádání sympozia k 85. výročí Holodomoru.
V květnu 2015 prezident Petro Porošenko schválil čtyři zákony týkající se dekomunizace na Ukrajině. Na přípravě dvou z těchto zákonů se podílel Volodymyr Vjatrovyč. Roku 2016 poskytl rozhovor o nacistickém masakru Židů v Babyn Jaru pro Ukrainian Jewish Encounter. V reakci na zničení ukrajinského památníku v polské obci Hruszowice vydal podmíněné moratorium na exhumace polských hrobů na Ukrajině.
Po ruské invazi na Ukrajinu v únoru 2022 přednáší o ukrajinské historii a staletém boji Ukrajinců za nezávislost.

#### Ukrajinské 20. století
Tato rozsáhlá Vjatrovyčova publikace, která vyšla v českém překladu, podává podrobný popis historie národně osvobozeneckých hnutí na území Ukrajiny a boje za státní svébytnost. Vjatrovyč měl jako ředitel Archivu Služby bezpečnosti Ukrajiny přístup k dosud nezpracovaným archivům tajné služby KGB, které dokládají trvalé pokusy o infiltraci hnutí vlastními agenty, pokusy o diskreditaci hnutí a pronásledování a věznění ukrajinských vlastenců. Vyvrací v ní např. fiktivní příběh o účasti ukrajinských nacionalistů na vraždění Židů v rokli Babí Jar, který vytvořila KGB a do literatury se dostal díky spisovateli Olexandru Šlajenovi. V jiné kapitole se zabývá "selskou válkou" z roku 1943, během které docházelo k masovým vraždám na polském venkově, které však páchaly zločinecké bandy a součinnost s OUN a UPA jim připsali čekisté, kteří se ukrajinské hnutí odporu snažili zdiskreditovat. Vjatrovyč vyvrací některé historické nepravdy a mýty kolem Stepana Bandery a podrobně popisuje jeho život až po zavraždění agentem KGB Stašynským.

### Politické aktivity
Oranžové revoluce v roce 2004 se Vjatrovyč aktivně účastnil, údajně jako vůdce mládežnického hnutí PORA ("Je čas!"). Během protestů na Euromajdanu v roce 2013 Vjatrovyč vyzýval k aktivním opatřením proti úřadům, koordinoval masové demonstrace a vedl kolonu aktivistů, kteří zablokovali vládní budovy a parlament (Nejvyšší radu).
V ukrajinských parlamentních volbách 2019 kandidoval volební listině Evropské solidarity na 25. místě. Strana získala 23 křesel, ale poslankyně na 24. a 23. místě (Iryna Lucenko a Natalija Bojko) se mandátu vzdaly a od 3. prosince 2019 je Vjatrovyč poslancem ukrajinského parlamentu. V ukrajinských komunálních volbách v roce 2020 Vjatrovyč kandidoval do Ivanofrankivské oblastní rady jako první na kandidátce Evropské solidarity, získaného mandátu se však neujal.

### Ocenění
- 2009 Kříž Ivana Mazepy[17] jako vedoucí oddělení Bezpečnostní služby Ukrajiny.
- 2012 Cena Vasyla Stuse za knihu Historie s označením "Utajované materiály" (vyšlo 2011)[18]

### Publikace

#### Monografie
- Poručík "Burlaka" (Sotennyj "Burlaka" - Сотенний "Бурлака"), 2000.
- Vpády UPA na československé území (Rejdy UPA terenamy Čechoslovachčyny - Рейди УПА теренами Чехословаччини), Lvov, 2001 (téma doktorské práce z roku 2004).
- Armáda nesmrtelných: Povstalci v obrazech (Armija bezsmertnych. Povstans'ki svitlyny - Армія безсмертних. Повстанські світлини), Lvov, 2002.
- Postoje OUN k Židům: (Stavlennia OUN do ievreiv: Formuvannia pozycii na tli katastrofi - Ставлення ОУН до євреїв: формування позиції на тлі катастрофи), Lvov, 2006.
- Polsko-ukrajinské vztahy v letech 1942-1947 v dokumentech OUN a UPA (ed.) (Pol'sko-ukrains'ki stosunky v 1942-1947 rokakh u dokumentakh OUN ta UPA - Польсько-українські стосунки в 1942-1947 роках у документах ОУН та УПА), Lvov, 2011.
- Druhá polsko-ukrajinská válka. 1942-1947 (Druha pol'sko-ukrains'ka viina. 1942-1947 - Друга польсько-українська війна. 1942-1947), Kyjev, 2011; 2. přepracované vydání, 2012; angl. překlad K. Maryniak, vydalo nakladatelství Horner Press pod názvem The Gordian Knot: The Second Polish-Ukrainian War, 1942-1947, Toronto, 2019.
- Historie s označením "Tajný materiál" (Istoriia z gryfom "Sekretno" - Історія з грифом "Секретно"), Kyjev, 2011.
- Historie s označením "Utajované materiály": Nové předměty (Istoriia z hryfom "Sekretno": Novi siužety - Історія з грифом "Секретно": Нові сюжети), Kyjev, 2012.
- Ukrajinské 20. století - utajované dějiny (2013), česky Academia Praha 2022, 746 s., ISBN 978-80-200-3086-3

#### Kolektivní práce
- V. Viatrovyč, R. Hryc'kiv, I. Derevianyj, R. Zabilyj, A. Sova a P. Sodol', Ukrajinská povstalecká armáda: dějiny neporažených (Ukrajins'ka povstans'ka Armija: istoria neskorenych - В. В'ятрович, Р. Грицьків, І. Дерев'яний, Р. Забілий, А. Сова, П. Содоль. Українська Повстанська Армія: історія нескорених), Lvov, 2008 (digitální verze).
- Volodymyr Viatrovych and Lubomyr Luciuk (eds), Enemy Archives. Soviet Counterinsurgency Operations and the Ukrainian Nationalist Movement – Selections from the Secret Police Archives, McGill-Queen´s University Press, 2023, ISBN 9780228014669

### Kritické ohlasy
Oficiální stranické prameny o ukrajinském boji za nezávislost na Polsku nebo Rusku jsou ovlivněné propagandou v těchto zemích. Hlavními oponenty Vjatrovyčových poblikací jsou zejména historikové v Polsku, Rusku nebo v Izraeli.
Vjatrovyčovu interpretaci působení Ukrajinské povstalecké armády (Armáda nesmrtelných) kritizoval zejména Alexej I. Miller, ruský profesor historie na Středoevropské univerzitě a dříve vědecký pracovník Ruské akademie věd, vedoucí pracovník Institut für die Wissenschaften vom Menschen.
Nejsilnější kritiku zaznamenala Vjatrovyčova obhajoba postoje ukrajinských nacionalistů (OUN) k Židům a odmítnutí obvinění OUN z antisemitismu. Vystoupili proti němu marxistický (později "eklektický") ukrajinsko-italský historik John-Paul Himka, žijící v Kanadě, nebo švédský historik Per Anders Rudling, který je Vjatrovyčovým oponentem a zastáncem rovněž kontroverzních názorů, proti kterým se ohrazují organizace Ukrajinců v zahraničí. Dalším kontroverzním kritikem Vjatrovyče je americký historik Ivan Katchanovski, který sám publikoval ničím nepodloženou konspirační teorii o střelbě na Euromajdanu, údajně pod "falešnou vlajkou". Kritika novináře Josh Cohena vychází z nepodložených obvinění a spíše se podobá výslechu obžalovaného.
Vjatrovyč byl pro své názory před tiskovou konferencí v budově Ukrinform Information Agency roku 2017 fyzicky napaden.
Vjatrovyče naopak hájí americký historik Alexander J. Motyl, potomek západoukrajinských rodičů, který se specializuje na Ukrajinu, Rusko a bývalý Sovětský svaz.